# 埃格伯特 (密蘇里州)
埃格伯特（英語：Egbert）是位於美國密蘇里州蒙哥馬利縣的非建制地區。

## 歷史
埃格伯特的郵局於1900年設立，其後於1907年停運。

## 地理
埃格伯特所處的海拔為高於海平面273米（即896英呎），而該地所採用的時區為UTC-6，即北美中部時區（CST）。同時該地設有夏令時間，為UTC-6調快一小時，即UTC-5（CDT）。